# Línea Madrid-Valencia de Alcántara
La línea Madrid-Valencia de Alcántara, también llamada línea bifurcación del Planetario-Valencia de Alcántara, es una línea de ferrocarril de 420 kilómetros de longitud que pertenece a la red ferroviaria española. Es una de las dos principales rutas clásicas hacia Extremadura y la frontera portuguesa desde Madrid, pasando por el norte de Castilla-La Mancha. Siguiendo la catalogación de Adif es la «línea 500».
El trazado fue abierto al tráfico en 1881 y explotado inicialmente por la Compañía de los Ferrocarriles de Madrid a Cáceres y Portugal (MCP). La línea nació con una vocación internacional, respaldada por la Compañía Real de los Caminos de Hierro Portugueses y como alternativa mucho más directa que la que conectaba Madrid con Extremadura por Ciudad Real, Mérida y Badajoz. Conectaba en Valencia de Alcántara con el ramal de Cáceres a través de un pequeño tramo ferroviario que iba hasta la frontera. Desde 2012, debido al cierre de líneas en Portugal, hizo que el uso de la línea Madrid-Valencia de Alcántara se limitara a trenes españoles. La ruta Madrid-Lisboa pasó a realizarse por Salamanca y Fuentes de Oñoro. 

## Historia

### Antecedentes
El 9 de julio de 1856, el Gobierno recibió la autorización para otorgar la concesión de una línea férrea entre Madrid y Malpartida de Plasencia. El texto dejaba en el aire el tramo final del recorrido a falta de negociar con Portugal el punto de conexión con su red que posteriormente se fijaría en Valencia de Alcántara. La subasta sin embargo tuvo poco éxito debido a que el ejecutivo no destinó ninguna subvención a la construcción de esta línea. Hubo que esperar a 1863 para que llegaran los primeros interesados en el proyecto la Sociedad de Crédito y Fomento Banco de Madrid y la Compañía General de Crédito. No obstante, el Gobierno rechazó ambas propuestas. Finalmente se otorgó una concesión provisional en 1864, ratificada al año siguiente a Luis Escrivá de Romaní, Pedro Nolasco Mansí y Miguel Tenorio que a su vez la transfirieron a la Sociedad del Ferrocarril Gran Central.  Finalmente en 1871 se constituyó la Compañía del Ferrocarril del Tajo para afrontar el proyecto.

### De Madrid a Malpartida de Plasencia
Aunque la Compañía del Ferrocarril del Tajo no se constituyó hasta 1871 desde 1866 ya se habían iniciado los trabajos de construcción empezando por el sur de Madrid, concretamente la zona de Carabanchel. Sin embargo, las obras se detuvieron en 1869 sin haber avanzado de manera significativa. Al no cumplir los plazos iniciales, la compañía se vio obligada a pedir sucesivas prórrogas mientras avanzaba lentamente con las obras. El 20 de junio de 1876, al fin, se logró completar el tramo Madrid-Torrijos de 85 kilómetros. A partir de ahí el ritmo de la construcción de la línea se elevó y se fueron abriendo tramos con relativa celeridad. Así el 13 de julio se llegó a Talavera de la Reina.  Al año siguiente, el 2 de septiembre se unió Talavera con Oropesa de Toledo y el 1 de marzo de 1878 el ferrocarril llegó a Navalmoral de la Mata. El 1 de febrero de 1879 se abrió el tramo Navalmoral de la Mata-Bazagona quedando pendiente la recta final del recorrido.

### De Malpartida a Cáceres y de Cáceres a Valencia de Alcántara
Aclarada y en construcción la línea entre Madrid y Malpartida quedaba ponerse a trabajar en el otro extremo del trazado. Para ello se definieron dos líneas: la Malpartida-Cáceres y la Malpartida-Valencia de Alcántara. En 1879, Se creó con tal fin una única compañía que abarcaría ambas líneas y que respondía al nombre de Compañía del Ferrocarril de Cáceres a Malpartida y a la frontera portuguesa. El 16 de junio de 1880 se abrió el tramo Valencia de Alcántara-frontera y pocos meses después el resto del recorrido hasta Cáceres, más concretamente hasta Arroyo de Malpartida. Llegado a este punto solo faltaba unir todos las líneas para enlazar con un mismo ferrocarril Madrid con la frontera portuguesa por un trazado diferente al ya existente por Ciudad Real y Badajoz.

### Compañía de los Ferrocarriles de Madrid a Cáceres y Portugal
Sin concluir las obras, las compañías envueltas en la línea decidieron fusionarse en una sola para poder gestionar la línea con mayor eficiencia. Nacía con tal propósito oficialmente en diciembre de 1880 la  Compañía de los Ferrocarriles de Madrid a Cáceres y Portugal o (MCP).  La nueva compañía fijó la cabecera de su línea en la estación madrileña de Estación de Delicias. Si bien Delicias pertenecía a la Compañía de Madrid a Ciudad Real y Badajoz, cuando esta última fue comprada por MZA, esta decidió vender la estación de Delicias ya que contaba con Atocha como cabecera en Madrid.
Aún con todo, la línea seguía sin completarse y hubo que esperar a 1881 para que esto ocurriera. El 20 de octubre de año se cerraron los tramos La Bazagona-Malpartida y Malpartida-Cáceres (Arroyo de Malpartida), finalizándose las obras.

### Evolución
Aun contando con una línea con vocación internacional y con una cabecera en Madrid, los resultados de la MCP nunca fueron especialmente brillantes. Su frágil salud financiera se vio agravada en 1891 con los problemas económicos que sufrió la Compañía Real de los Caminos de Hierro Portugueses, principal pulmón financiero de la compañía española, ya que explotaba el resto de la línea hasta Lisboa —incluyendo algunos yacimientos de fósforo fronterizos que terminarían resultando poco rentables—. En este contexto, y para salir adelante, MCP tuvo que vender sus derechos sobre la línea y refundarse en 1894, dando lugar a la nueva Compañía de los Ferrocarriles de Madrid a Cáceres y Portugal y Oeste de España. 
A pesar de haber incorporado a su red la línea entre Plasencia y Astorga, en 1896, la salud de la nueva compañía no experimentó mejoras y su situación se fue deteriorando año a año hasta que el Estado se vio obligado a intervenir. Fracasados los intentos de que otras empresas más rentables como Norte o MZA se hicieran con esta u otras líneas deficitarias, se decidió crear una compañía estatal para rescatar un grupo de líneas del oeste español. De esta forma en 1928, el trazado pasó a depender de la Compañía Nacional de los Ferrocarriles del Oeste. Su gestión se mantuvo hasta 1941 cuando con la nacionalización de toda la red ferroviaria se creó RENFE.
Una de las particularidades del recorrido fue la situación de Cáceres. El trazado optó por dejar de lado la ciudad extremeña y conectarla mediante un ramal desde Arroyo de Malpartida. Aunque esto acortaba la distancia Madrid-frontera portuguesa se hacía a costa de dejar Cáceres en una incómoda situación ferroviaria ya que obligaba a los trenes que venían de Lisboa a retroceder su marcha para continuar hasta Madrid. Esta cuestión se solventó el 22 de junio de 1971 con la construcción de la variante de Casar de casi 19 kilómetros que partía del sur de Casar de Cáceres para alcanzar la estación de Cáceres desde el norte. De paso se acortaba también el recorrido entre Sevilla y Gijón evitando el bucle de Cáceres y el rodeo por Arroyo con esa nueva salida más directa hacia el norte.  Con el paso de los años, la variante se consolidó de tal forma que acabó sustituyendo al recorrido original. 
A finales de 2004, con la división de RENFE en Renfe Operadora y Adif, la línea pasó a depender de esta última. 
Tras sucesivos recortes, el 15 de agosto de 2012 las autoridades portugueses decidieron clausurar en su totalidad la conocida como línea de Cáceres.  Este ramal prolongaba el trazado español hasta la línea del Este y facultaba recorridos internacionales entre Madrid y Lisboa como el realizado por el Lusitania que pasó a circular por Fuentes de Oñoro unido al Surexpreso desde ese momento.

## Características
La línea entre Madrid y Valencia de Alcántara es un trazado radial de 420 kilómetros de vía única en ancho ibérico (1668 mm), sin electrificar en la gran mayoría de su recorrido. Solo entre Madrid y Humanes hay unos 25 kilómetros electrificados a 3000 V y de vía doble. Principalmente emplea un BLAU con CTC con excepción del triángulo ferroviario de Monfragüe-Mirabel-Plasencia que cuenta con bloqueo de liberación automática en vía única con CTC (Control de Tráfico Centralizado), y la salida de Madrid que usa un bloqueo automático de vía doble banalizada. La velocidad máxima permitida en prácticamente todo el recorrido es de 155 km/h. Ese valor cae notablemente entre Cáceres y Valencia de Alcántara al reducirse a 90 km/h y se eleva a la salida de Madrid hasta los 200 km/h.

## Tráfico ferroviario
Aunque la línea cuenta con tráfico de largo recorrido, las rutas internacionales con Portugal ya no circulan por Valencia de Alcántara. Renfe presta servicio dos trenes Alvia Madrid-Badajoz diarios por sentido utilizando la línea hasta Cáceres (entre Monfragüe y Cáceres y hasta Badajoz circula por la LAV). La circulación de trenes de media distancia es importante con recorridos como el Madrid-Cáceres (utiliza la LAV desde Monfragüe/Plasencia excepto los que efectúen parada en Mirabel, Casas de Millán o Cañaveral, los cuales sí circulan por esta línea clásica), Madrid-Talavera de Reina, Cáceres - Valencia de Alcántara (tres veces por semana desde el cambio de horarios en diciembre de 2021) o prolongaciones hasta Sevilla, Plasencia o Mérida. Al sur de Madrid, varias líneas de cercanías, línea C-3, línea C-4 y línea C-5 usan varios tramos del inicio del trazado.